# Rivière Saint-Régis (vattendrag i Kanada, lat 45,00, long -74,64)
Rivière Saint-Régis är ett vattendrag i Kanada.   Det ligger i provinsen Québec, i den sydöstra delen av landet, 90 km sydost om huvudstaden Ottawa.
Omgivningarna runt Rivière Saint-Régis är en mosaik av jordbruksmark och naturlig växtlighet. Runt Rivière Saint-Régis är det glesbefolkat, med 17 invånare per kvadratkilometer.